# Чорний Брід
Чорний Брід (біл. вёска Чорны Брод) — село в складі Червенського району Мінської області, Білорусь. Село підпорядковане Червенській сільській раді, розташоване в центральній частині області.